# Turris grandis
Turris grandis é uma espécie de gastrópode do gênero Turris, pertencente a família Turridae.